# Nationaal park České Švýcarsko
Het Nationaal Park České Švýcarsko (in het Nederlands: Boheems Zwitserland) (Tsjechisch: Národní Park České Švýcarsko) is een Tsjechisch nationaal park van 79 km² dat in 2000 werd opgericht in de streek Boheems Zwitserland op de grens met Duitsland. Het grensoverschrijdende natuurgebied gaat in de Duitse deelstaat Saksen over in het Nationaal Park Sächsische Schweiz (in het Nederlands:Saksisch Zwitserland).
Het landschap bestaat aan beide zijden van de grens uit beboste heuvels vol kloven en bizarre rotsformaties (waaronder de Pravčická brána, de grootste natuurlijke zandsteenbrug in Europa). Het wandelpad Hřebenovka Ceské Svycarsko loopt door het gebied.